# Georgios Lavdas
Georgios Lavdas (grško Γεώργιος Λάβδας), grški general, * 1884, † 1950.